# 張覲光
張覲光（1844年—1898年），字绍棠，號黼庭，福建嘉義人，清朝政治人物，同進士出身。
光緒六年（1880年）参加庚辰科殿試，登進士三甲第108名。同年五月，著交吏部掣签分发各省，以知县即用。曾任浙江湖州烏程縣知縣。